# Mario Sironi
Pour les articles homonymes, voir Sironi.
Mario Sironi (né le 12 mai 1885 à Sassari, en Sardaigne et mort le 13 août 1961 à Milan) est un peintre italien de la première moitié du XXe siècle, se rattachant au mouvement futuriste.

## Biographie

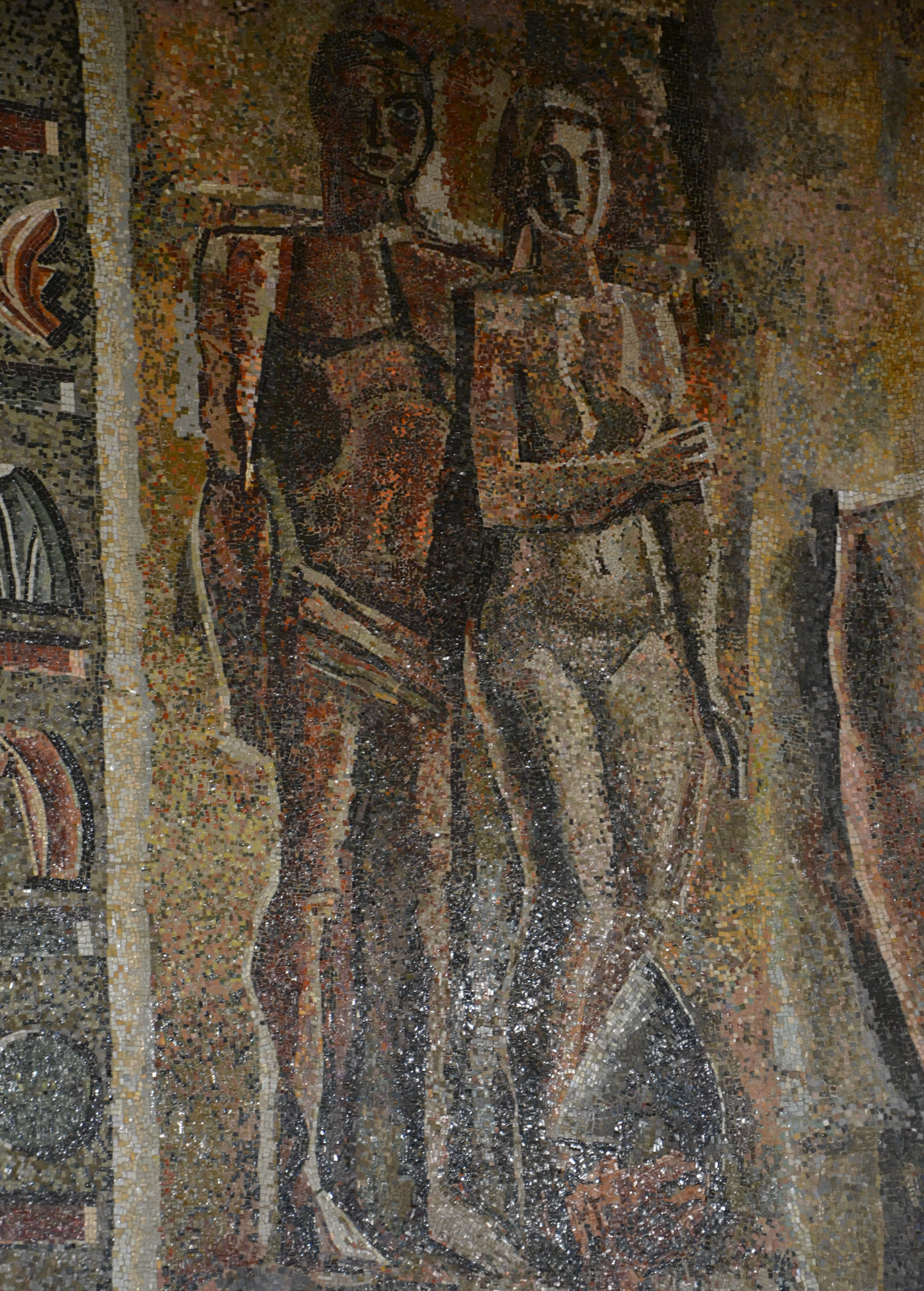
Il lavoro fascista, Palazzo dell'informazione.

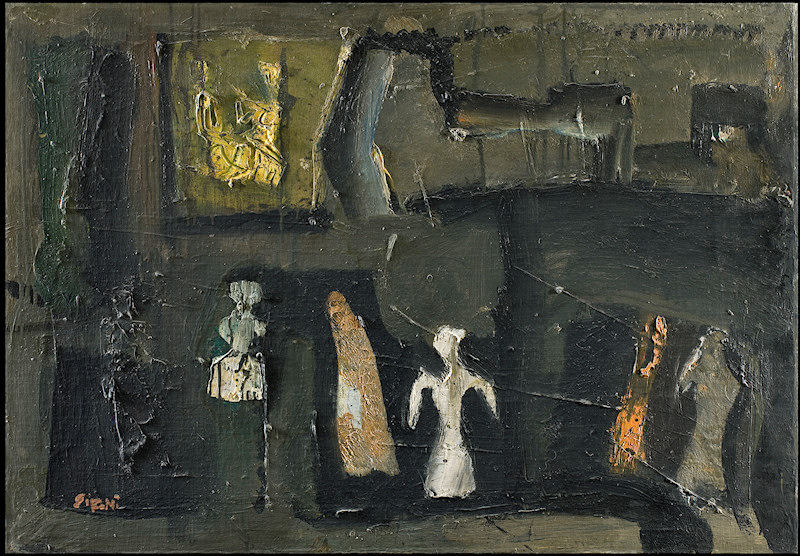
Composizione e figure.

Mario Sironi est né le 12 mai 1885 à Sassari , alors qu'il est jeune, sa famille s'établit à Rome et il abandonne ses études d'ingénieur et commence à fréquenter l'Accademia di San Luca et l'étude de Giacomo Balla se liant d'amitié aussi avec Gino Severini et Umberto Boccioni. Sa recherche personnelle s'inspire du pointillisme. En 1914, il s'établit à Milan et se rapproche des futuristes avec qui il partage l'expérience des volontaires cyclistes au côté de Filippo Tommaso Marinetti et Antonio Sant'Elia pendant la Première Guerre mondiale. De cette période datent Il camion ( (1914), collection privée, Milan) et Il ciclista (1916, collection privée).
De retour en Italie, il collabore comme illustrateur au Il Popolo d'Italia de Benito Mussolini, et à cette occasion il fait la connaissance de Margherita Sarfatti, elle aussi collaboratrice de la revue.
Au début des années 1920, Sa peinture reste de type futuriste même si dans son style apparaissent des formes toujours plus monumentales (Paesaggio urbano de 1921), tendant à la pittura Metafisica ("peinture métaphysique), dont il donne une interprétation personnelle dans les célèbres « périphéries ».
En 1920, Sironi réalise avec Leonardo Dudreville, Achille Funi et Luigi Russolo le manifeste « contre tous les retours en peinture » qui est à l'opposé des thèses du groupe dénommé Novecento. En 1922, il participe au groupe novecento et à son langage figuratif, par conséquent, il se conforme aux règles que Margherita Sarfatti a rédigées dans une sorte de programme contenant les normes précises auxquelles les membres doivent se conformer. L’Allieva appartient à cette période, c'est un portrait réalisé en 1924 dont le retour au modèle classique est évident dans la pose aux trois-quarts et dans les dimensions monumentales de la femme, qui rappellent des peintures des XVe et XVIe siècles. Au contraire de la majeure partie des artistes du Novecento, pour lui la stylisation ne deviendra jamais un stéréotype et jusqu'à la fin, il sait trouver de nouvelles formes expressives.
Au début des années 1930, les intérêts artistiques de Sironi se multiplient, allant du graphisme à la scénographie, à l’architecture à la peinture murale (Il Lavoro, 1933, pour la cinquième triennale de Milan), à la mosaïque, à la fresque. Son activité apparait toujours plus orientée vers la réalisation d'œuvres monumentales et pour célébrer le régime fasciste, qui se nourrit de la récupération de la tradition de l’art italien (L'Italia fra le Arti e le Scienze, 1935, université de Rome).
En 1932 il est l'artiste le plus employé pour la réalisation de l'exposition de la révolution fasciste qui se tient au palais des expositions à Rome (salles S, P, Q, R).
Après la guerre, la peinture de Sironi se fait sombre et dramatique, abandonnant le caractère monumental et de grande éloquence des dernières années en faveur d'un espace plus réduit dû notamment à l'utilisation de toiles de petites dimensions (La città, 1946, Galleria Narciso, Turin).
En 1949-[950, Sironi adhère au projet de l'importante collection Verzocchi, sur le thème du travail, créant outre une autoportrait l'œuvre Il lavoro. La collection Verzocchi est actuellement conservée auprès de la pinacothèque de Forlì.

## Œuvres
- Autoportrait (1913)
- Il ciclista (1916-17) (repeint après 1920)
- Il camion (1914-15)
- Il camion giallo (1919)
- L'allieva
- Solitude (1925-1926)
- Paesaggio urbano (1927)
- Il lavoro (1949-50)
- La modella dello scultore 1922), collection privée, Bergame[1]
- La famiglia, collection Placentini, Rome[1]

## Sources
- (it) Cet article est partiellement ou en totalité issu de l’article de Wikipédia en italien intitulé « Mario Sironi » (voir la liste des auteurs) du 18.11.2007.